# 棍杖德站
棍杖德站（韓語：곤장덕역）是朝鮮民主主義人民共和國两江道普天郡普天邑的一個鐵路車站，属于普天线。

## 邻近车站
普天线
内曲站 - 棍杖德站 - 内曲站